# 何杰 (艺人)
何杰（1991年3月13日—），藝名多多，台湾男艺人。高雄市人，為Channel V娛樂臺明星育成節目《模范棒棒堂》第一屆成員之一，是第一代成員。他的才藝包括彈鋼琴及體操，另外曾在節目中舉辦的唱歌比賽單元《超認真歌喉戰》打入冠軍賽環節。畢業於十全國小、 三民國中、明誠中學。
因為多多是二軍選戰第一批被淘汰的底迪而變回《模范棒棒堂》普通成員，因此他在第一屆《模范棒棒堂》「畢業」之後，他表示會以讀書為先要做的事，之後的事升上大學才打算。2014年，在《康熙來了》透露現時在精品零售店打工。2017到2018年間於高雄市消防局成功分隊擔任替代役男。

## 影视作品

### 電影
- 2011年《翻滾吧！阿信》飾演 小樹
- 2011年《戀愛恐慌症》飾演 浩子

### 電視
- 2012年 公視人生劇展 《阿嬤上街頭》飾演 K龍

## 節目
- Channel V
  - 第一屆《模范棒棒堂》第一代底迪（2006年8月至2008年8月）
  - 《VJ普普風》主持（2007年至2008年）
  - 《流行in House》

## 演唱會
- 2008年1月26日 - 棒棒堂夢想出發‧閃耀小巨蛋演唱會（表演嘉賓）
  - 二軍所有成員及詹繕澤（小濱）、何杰（多多）、林子豪（虎牙）、戴家昀（Elmo）（即「十四棒」時期）共同演出
- 2008年3月22日 - 模范棒棒堂二軍選拔PK戰－15分鐘Mini Concert表演
  - 台北市新光三越A8館戶外廣場舉行、「十四棒」時期

## 外部連結
Instagram